# Елбань (приток Берди)
Елба́нь — река в России, протекает по Новосибирской области и Алтайском крае. Устье реки находится в 232 км по левому берегу реки Бердь. Длина реки составляет 62 км, площадь водосборного бассейна 356 км². Приток — Бердюшиха.
В основе названия лежит тюркское слово елбан — «высокий гладкий мыс на берегу реки или озера».

## Данные водного реестра
По данным государственного водного реестра России относится к Верхнеобскому бассейновому округу, водохозяйственный участок реки — Обь от города Барнаул до Новосибирского гидроузла, без реки Чумыш, речной подбассейн реки — бассейны притоков (Верхней) Оби до впадения Томи. Речной бассейн реки — (Верхняя) Обь до впадения Иртыша.